# Pinus maximartinezii
Pinus maximartinezii е вид растение от семейство Борови (Pinaceae). Видът е застрашен от изчезване.

## Разпространение
Разпространен е в Мексико.